# S-TRAIN
S-TRAIN（エストレイン）は、西武鉄道（西武）、東京地下鉄（東京メトロ）、東急電鉄（東急）、横浜高速鉄道が運行する座席指定制の有料列車。Sトレインと表記される場合もある。

## 概要
2016年（平成28年）6月16日に4社の共同リリースにより運行予定が明らかにされ、2017年（平成29年）1月10日に詳細が発表、2017年（平成29年）3月25日から運行を開始した。西武鉄道が主体となって運行しており、車両もクロスシートとロングシートに転換可能なデュアルシート機構を備えた西武40000系0番台のみが使用され「S-TRAIN」運行時はクロスシートでの運用となる（後述）。4社のうち東急電鉄と横浜高速鉄道では初となる座席指定制および追加料金が必要な列車となる。
平日と土休日で運行パターンが異なり、平日は通勤列車として都心方面へ向かう東京メトロ有楽町線に乗り入れ、土休日は観光輸送列車として東京メトロ副都心線・東急東横線・横浜高速鉄道みなとみらい線および西武秩父線の西武秩父駅に直通する。特徴として、東京メトロ有楽町線に直通する系統は、都心方面への通勤輸送に特化しているため、副都心のターミナル駅である池袋駅を通過する。
「S-TRAIN」の名称は、
- 通勤・通学・お出かけなど様々なシーン「Scene」に使える
- 指定席による快適な座席「Seat」
- 直通運転による乗り換え無し「Seamless」

これらの共通となる頭文字「S」に由来している。ロゴマークの「S」の上部は秩父沿線の緑、下部はみなとみらいの青を、グレーは渋谷と豊洲のアーバンを意味する。2016年（平成28年）11月21日に西武・東急・東京メトロ・横浜高速鉄道の4社名義で商標が出願され、2017年（平成29年）4月21日に商標登録された（第5941839号）。
西武と東急は1950年代から1960年代にかけて伊豆半島（伊豆戦争）や箱根（箱根山戦争）で熾烈な観光開発競争を繰り広げていた同士で、副都心線全線開業以降、Fライナーをはじめとする副都心線経由での直通運転は行われていたものの、特別料金が必要となる列車の共同運行は初めての事例である。これについて、東急電鉄横浜駅の岸哲也駅長が運行開始当日の取材に「東急線を西武の列車が走るということは、昔は到底考えられなかった」「過去は過去。壁を乗り越えていかないと鉄道会社も生き残れない」と述べるなど、過去の確執を乗り越えての運行開始となった。
列車種別の位置付けは、西武線内では特別料金が必要な特急列車（特急「ちちぶ」「むさし」）より下位であるが、東急線と横浜高速鉄道線内では特急（通勤型車両を使用、特別料金不要）より上位となる。なお、東京メトロ内では旅客営業規程上「座席指定列車」として特急とは異なる独自の位置づけが与えられている（THライナーと同じ）。

## 列車概況
全列車座席指定で運行され、座席指定券を別途購入する必要がある。西武線内では車掌が、東京メトロ線内ではメトロコマース所属の客室乗務員が、東急線・横浜高速線内では「トレインクルー」と呼ばれる客室乗務員が、それぞれ車内での着席状況の確認などを行っている。そのため、東京メトロ線内と東急・横浜高速鉄道線内ではワンマン運転の対象外となっている。
車両はデュアルシートを装備する西武40000系0番台をクロスシート状態で照明を電球色として使用する。4ドア車のため各車両1ヶ所ずつの扉を開ける限定開扉を行っており、1号車は飯能寄り、2 - 10号車は豊洲、元町・中華街寄りのそれぞれ1ヶ所のみが開扉する。なお、元町・中華街駅と西武秩父駅での降車のみ全ての客室扉を開く。

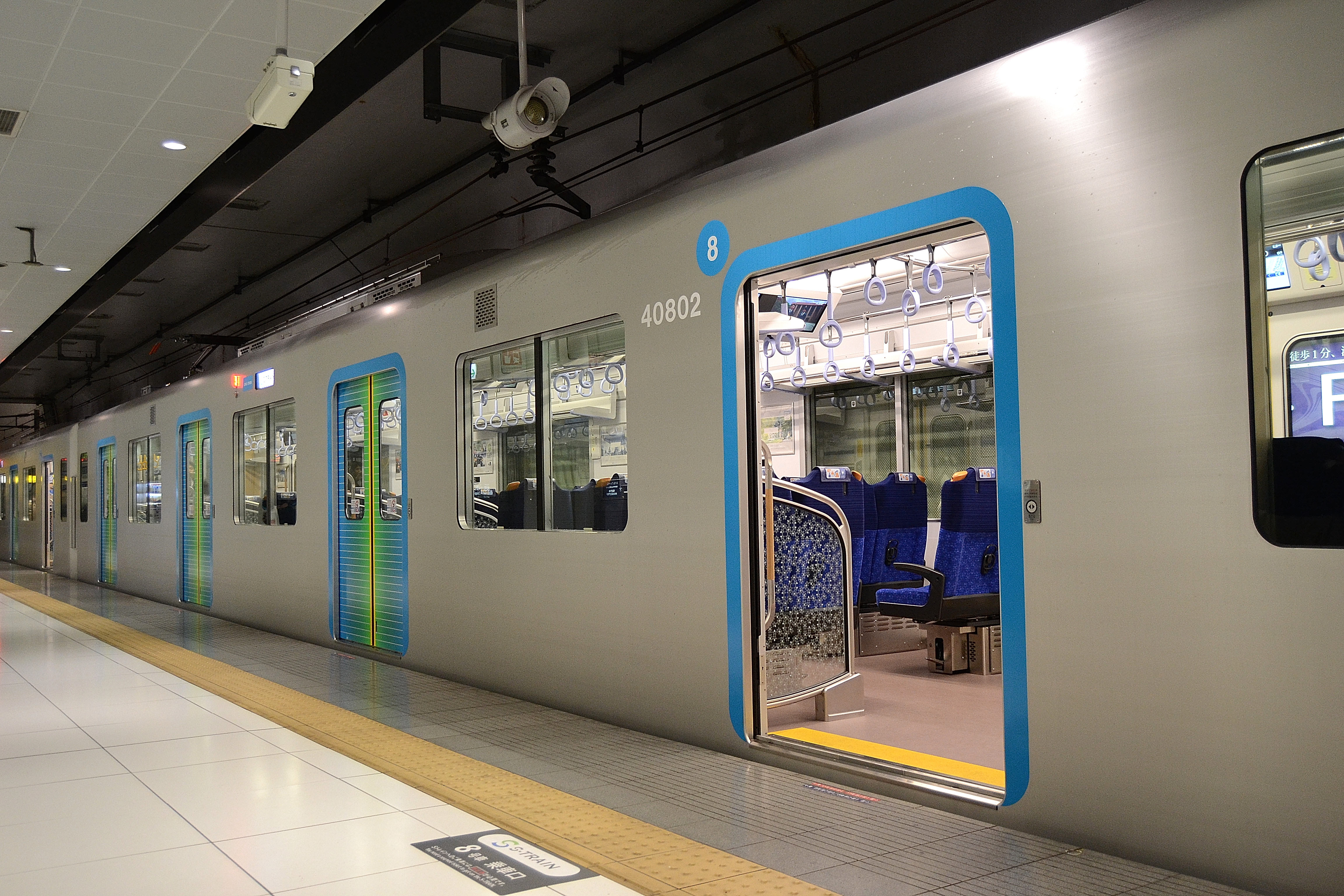
乗降時、ドアは各車両1箇所だけが開閉する （2017年3月26日 元町・中華街駅）
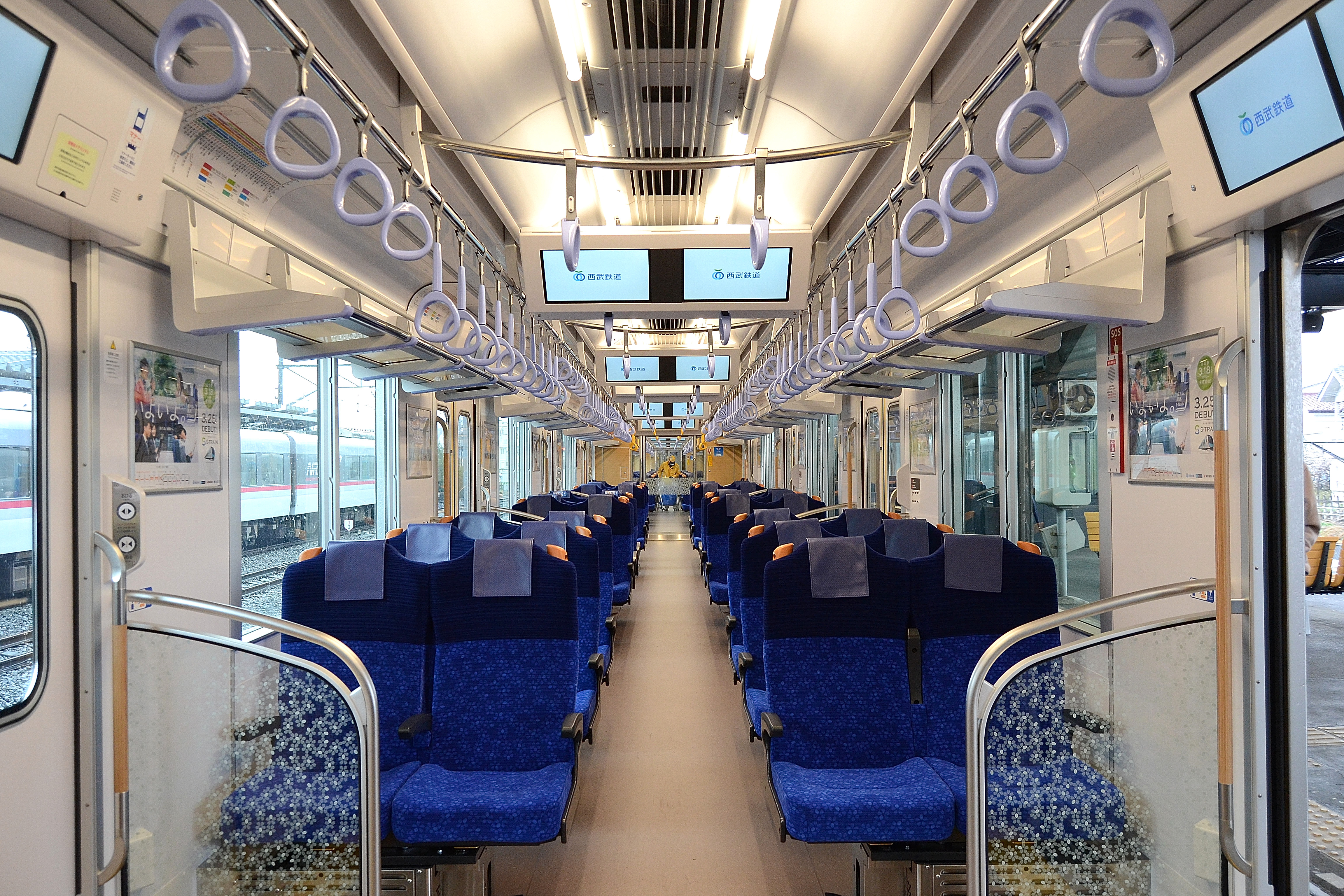
西武40000系の車内 （クロスシート状態）

### 平日
平日は通勤輸送に特化させた運行形態となり、小手指駅・所沢駅 - 豊洲駅間を西武池袋線・西武有楽町線・東京メトロ有楽町線経由で運転する。
運行本数は下り5本（豊洲発小手指行き、101 - 109号）と上り2本（所沢発豊洲行き、102・104号）。豊洲行きは朝時間帯、小手指行きは夕方時間帯の運転となる。
最大の特徴は、有楽町線や池袋線における大ターミナルであり、東京メトロの駅としても最大乗車人員を誇る池袋駅を通過することで、このような列車が設定されるのは同駅としても初。これは都心への通勤輸送に特化しているため。また有楽町線内での通過運転は2010年（平成22年）に廃止された準急以来7年ぶりとなる。
西武線内は小手指駅（下り降車のみ）・西所沢駅（下り降車のみ）・所沢駅・保谷駅・石神井公園駅・練馬駅（下り降車のみ）、有楽町線内は飯田橋駅・有楽町駅・豊洲駅のみに停車し、上りは飯田橋駅 - 石神井公園駅間、下りは飯田橋駅 - 練馬駅を挟まない乗車は出来ない。

### 休日
土・休日は観光輸送に特化させた運行形態となり、西武秩父駅・飯能駅・所沢駅 - 元町・中華街駅間を西武秩父線・西武池袋線・西武有楽町線・東京メトロ副都心線・東急東横線・横浜高速鉄道みなとみらい線経由で運転する。平日に運転される有楽町線系統とは異なり、池袋駅にも停車する（ただし上下とも降車専用で、池袋駅からの乗車はできない）。
運行本数は下り3本（全て元町・中華街始発、西武秩父行き（1号）・飯能行き（3号）・所沢行き（5号））と上り2本（飯能発（2号）・西武秩父発（4号）、全て元町・中華街行き）。
飯能発と西武秩父行きが朝の運転で、それ以外は夕方の運転となる。なお、西武秩父駅 - 元町・中華街駅間（営業キロは113.8 km）は、2023年（令和5年）3月に相鉄直通の開始に伴って海老名発小川町行きの列車が設定されるまで、東京メトロ直通列車において最長距離を運転する列車であった。また、副都心線・東急東横線・みなとみらい線では初の座席指定列車となった。
みなとみらい線内・副都心線内のみの座席指定券は発売されない。

### 停車駅
凡例
- ●：停車（乗降共に可能）
- ◎：停車（乗車専用）
- 〇：停車（降車専用）
- ←・→：通過（矢印は運行方向、一部運転停車あり）
- ＝：経由なし・運行区間外

備考
- 方向の上り・下りは西武線内基準[注 5]。
- 練馬駅・小竹向原駅には全列車が運転停車する[注 6]。
- 出典は『西武時刻表』各号

| 会社名 | 会社名    | 会社名 | 西武鉄道                         | 西武鉄道                         | 西武鉄道                         | 西武鉄道                         | 西武鉄道                         | 西武鉄道                         | 西武鉄道                         | 西武鉄道                         | 西武鉄道                         | 東京地下鉄 | 東京地下鉄 | 東京地下鉄 | 東京地下鉄   | 東京地下鉄   | 東京地下鉄 | 東急電鉄 | 東急電鉄   | 東急電鉄 | 横浜高速鉄道   | 横浜高速鉄道   | 横浜高速鉄道   |
| 路線名 | 路線名    | 路線名 | 西武秩父線・池袋線・西武有楽町線 | 西武秩父線・池袋線・西武有楽町線 | 西武秩父線・池袋線・西武有楽町線 | 西武秩父線・池袋線・西武有楽町線 | 西武秩父線・池袋線・西武有楽町線 | 西武秩父線・池袋線・西武有楽町線 | 西武秩父線・池袋線・西武有楽町線 | 西武秩父線・池袋線・西武有楽町線 | 西武秩父線・池袋線・西武有楽町線 | 有楽町線   | 有楽町線   | 有楽町線   | 副都心線     | 副都心線     | 副都心線   | 東横線   | 東横線     | 東横線   | みなとみらい線 | みなとみらい線 | みなとみらい線 |
| 運転日 | 方向      | 本数   | 西武秩父駅                       | 飯能駅                           | 入間市駅                         | 小手指駅                         | 西所沢駅                         | 所沢駅                           | 保谷駅                           | 石神井公園駅                     | 練馬駅                           | 飯田橋駅   | 有楽町駅   | 豊洲駅     | （副）池袋駅 | 新宿三丁目駅 | 渋谷駅     | 渋谷駅   | 自由が丘駅 | 横浜駅   | 横浜駅         | みなとみらい駅 | 元町・中華街駅 |
| ------ | --------- | ------ | -------------------------------- | -------------------------------- | -------------------------------- | -------------------------------- | -------------------------------- | -------------------------------- | -------------------------------- | -------------------------------- | -------------------------------- | ---------- | ---------- | ---------- | ------------ | ------------ | ---------- | -------- | ---------- | -------- | -------------- | -------------- | -------------- |
| 平日   | 下り (←)  | 5      |                                  |                                  |                                  | 〇                               | 〇                               | 〇                               | 〇                               | 〇                               | 〇                               | ◎          | ◎          | ◎          |              |              |            |          |            |          |                |                |                |
| 平日   | 上り (→)  | 2      |                                  |                                  |                                  |                                  |                                  | ◎                                | ◎                                | ◎                                | →                                | 〇         | 〇         | 〇         |              |              |            |          |            |          |                |                |                |
| 土休日 | 下り（←） | 3      | 〇                               | ●                                | ●                                | ←                                | ←                                | ●                                | ←                                | ●                                | ←                                | ＝         | ＝         | ＝         | 〇           | ●            | ●          | ●        | ●          | ◎        | ◎              | ◎              | ◎              |
| 土休日 | 上り（→） | 2      | ◎                                | ●                                | ●                                | →                                | →                                | ●                                | →                                | ●                                | →                                | ＝         | ＝         | ＝         | 〇           | ●            | ●          | ●        | ●          | 〇       | 〇             | 〇             | 〇             |

## 座席指定券
平日・土休日とも乗車には通常の乗車券の他、座席指定券が必要となる。乗車した会社に応じて以下の金額（小児半額、10円未満切り上げ）を合算した金額で発売される。前述の通り、横浜高速鉄道・東京メトロのみの指定券は発行されない。
- 西武：（小竹向原駅・）石神井公園駅・所沢駅 - 西武秩父駅間のみ500円、それ以外は300円
- 東京メトロ：一律210円[9]
- 東急：一律350円（横浜高速鉄道と跨いで利用する場合は100円割引）[10]
- 横浜高速鉄道：一律100円

座席指定券は運転日の1か月前から、以下の駅で発売する。
- 西武：池袋線石神井公園駅以北および秩父線の各駅窓口、停車駅の指定券券売機。および沿線以外の主要駅の駅窓口
- 東京メトロ：池袋駅を除く停車駅の駅窓口・指定券券売機
- 東急・横浜高速鉄道：東横線・みなとみらい線各駅の自動券売機

また、西武鉄道のチケットレスサービス「Smooz」でも購入が可能。

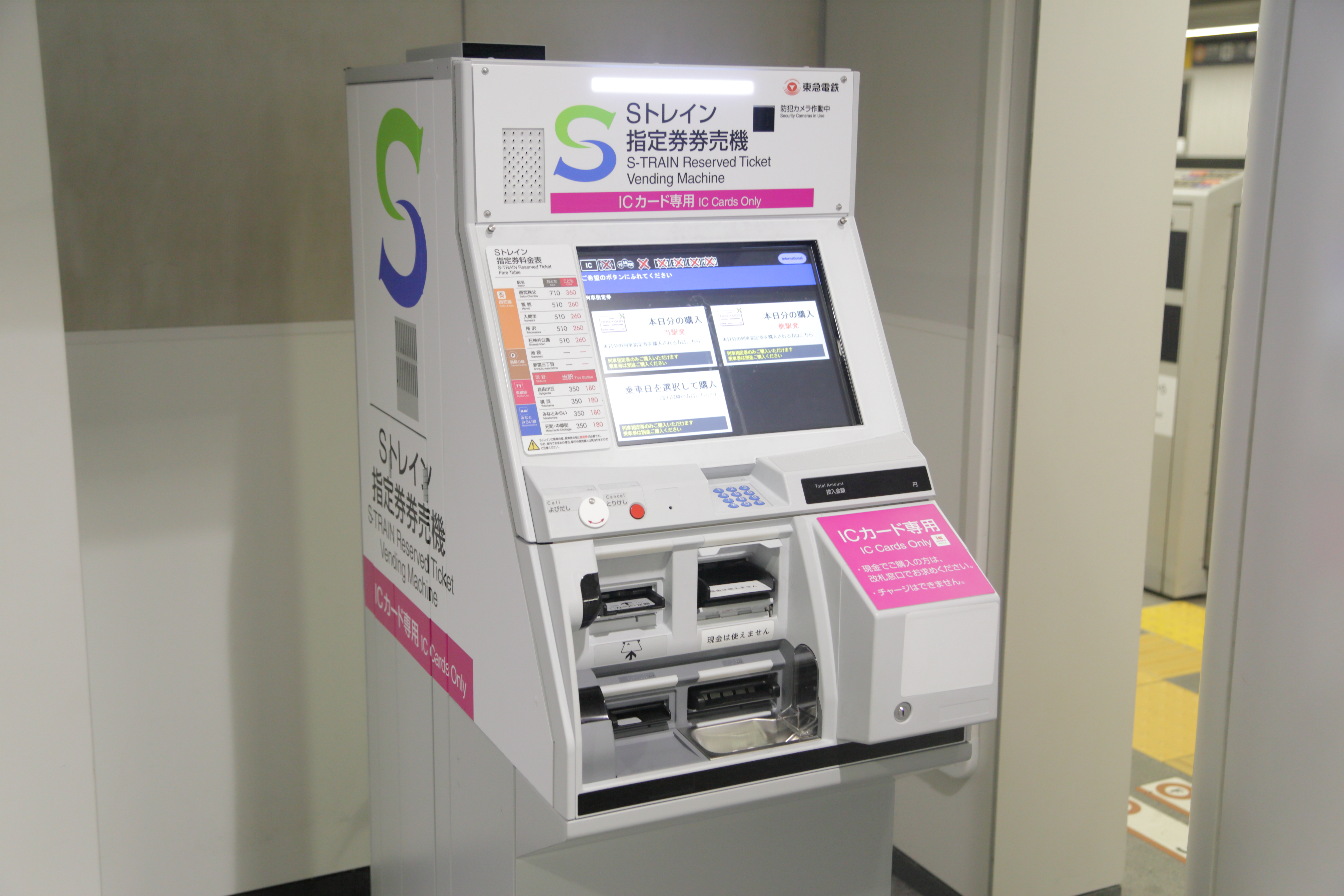
指定席券売機が停車駅に設置されている （副都心線・東横線渋谷駅ホーム）
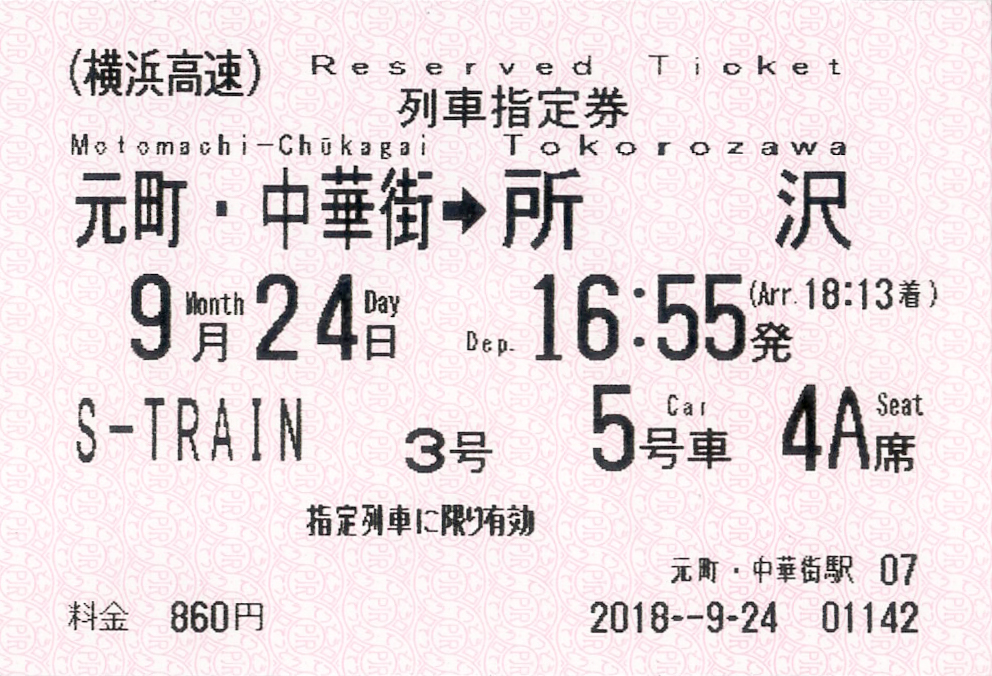
S-TRAIN座席指定券

## サイクルトレイン
西武線内にて、2022年（令和4年）11月26日・11月27日、2023年（令和5年）1月21日・1月22日の実証実験を経て、2023年（令和5年）3月21日より定期実施している。除外日を除く土休日の石神井公園駅 - 飯能駅・西武秩父駅間の10号車で利用可能。
1号（元町・中華街発西武秩父行き）・4号（西武秩父発元町・中華街行き）が対象となっており、10名まで利用可能。利用料金は片道1,800円（小児半額）で「西武鉄道サイクルトレインきっぷ（デジタル）」を14日前から前日までの間に購入する必要がある。なお、1号は石神井公園駅が乗車専用駅、飯能駅・西武秩父駅が降車専用駅、4号は西武秩父駅・飯能駅が乗車専用駅、石神井公園駅が降車専用駅となり、それ以外の駅では乗降不可となる。
2022年（令和4年）の実証実験時は、府中街道や志木街道などの幹線道路から近い秋津駅に1・4号が臨時停車した。2023年（令和5年）以降は、都心側の乗降可能駅が笹目通りや環状8号線からのアクセスが良い石神井公園駅に変更されている。

## 沿革
- 2016年（平成28年）6月16日：4事業者による座席指定制直通列車の2017年春からの運行が発表[2]。
- 2017年（平成29年）3月25日：運行開始[3]。運行開始初日の一番列車に関しては元町・中華街駅と飯能駅で記念セレモニーが開かれた[16][17]。当初の運行本数は平日下り3本・上り4本、休日下り3本・上り2本（このうち平日の上りと休日の上下各1本は朝時間帯、他は夕方時間帯以降の運転）。
- 2018年（平成30年）
  - 3月10日：平日の列車を夕方以降に2往復増発。下りは18 - 22時台、上りは16 - 20時台が1時間ヘッドとなる[18]。
  - 3月28日・3月29日：「かぞくみらいフェス」帰宅者向けに一部車両を貸切る「ファミリー専用車両」を実施[19][20]。101号の3・4号車が対象となった[19]。
  - 9月20日・9月21日：埼玉西武ライオンズ応援企画として、試合が行われるZOZOマリンスタジアムへのアクセス向上を図り、夕方の豊洲行きを新木場駅まで延長運転[21][22]。104号・106号が対象[注 9]で、豊洲から先は各駅停車新木場行きとして運転された。中吊り広告のない車両を使用し、スマイルビジョンにてライオンズの特別編集映像が放映された。
- 2019年（平成31年）3月16日：平日夕方時間帯以降の所沢発豊洲行きを廃止し朝に1本増発、また平日夕方以降の下り列車の緩急接続駅を保谷駅・所沢駅に統一[23]。
- 2020年（令和2年）
  - 3月14日：平日夕方時間帯以降の豊洲発所沢行きを小手指行きに延長し、平日下り列車の停車駅に練馬駅・西所沢駅・小手指駅（いずれも降車専用駅）を追加[24][25]。
  - 4月29日：新型コロナウイルス感染症（COVID-19）流行拡大の影響を受け、この日から5月31日まで土休日の運転を休止[26][27][28][29]。
- 2022年（令和4年）11月26日・11月27日：サイクルトレインの実証実験を秋津駅 - 西武秩父駅間で実施[12]。1・4号が秋津駅に臨時停車[12]。
- 2023年（令和5年）
  - 1月21日・1月22日：サイクルトレインの第2回実証実験を石神井公園駅 - 飯能駅間で実施[13]。
  - 3月21日：サイクルトレインの定期実施を開始[14]。
- 2025年（令和7年）3月15日：平日下り列車の発車時刻を30分繰り上げ[30][31]。

## 備考
車内自動放送は各社の担当者に分かれている他の列車種別の放送とは異なり、横浜高速鉄道・東急・東京メトロとも、西武鉄道を担当している女性声優・石毛美奈子が全区間担当している（英語放送は全社共通のクリステル・チアリが全区間担当）。ただし、言い回しは西武のものではなく、各社ごとの案内放送で案内している（例：西武 → 「お出口は左側です。」、横浜高速鉄道・東急・メトロ → 「出口は左側です。」など）。